# Eupteryx melichari
Eupteryx melichari är en insektsart som beskrevs av George Willis Kirkaldy 1906. Eupteryx melichari ingår i släktet Eupteryx och familjen dvärgstritar. Inga underarter finns listade i Catalogue of Life.